# 波斯園林
波斯园林（波斯語：‎）是一种源于波斯的园林设计风格。从安达卢西亚到印度，许多园林设计的风格都深受其影响。阿尔罕布拉宫的园林景观体现了自安达卢斯时期至西班牙以来波斯园林对摩尔式宫殿景观的影响。构建于莫卧儿帝国时期的胡马雍陵和泰姬陵外的园林是世界上最庞大的波斯园林之二。

## 概念与语源

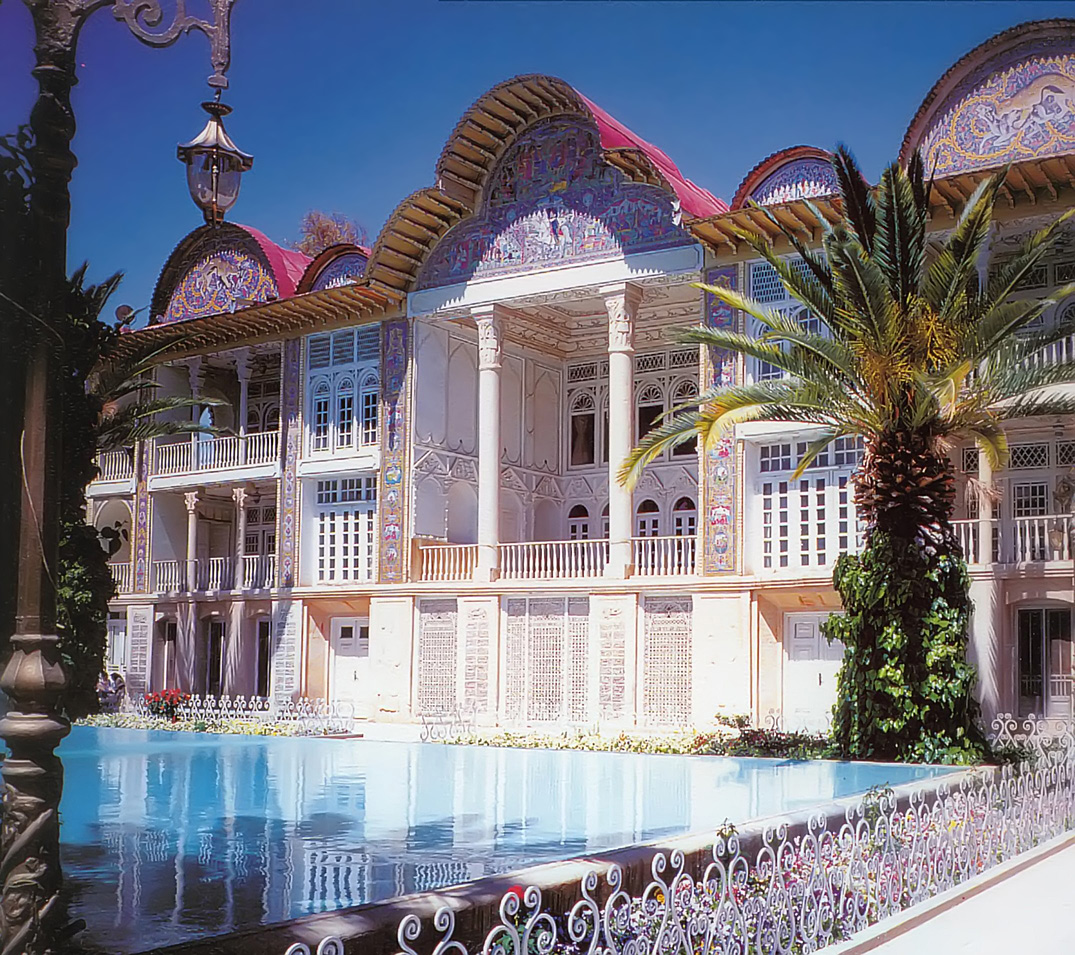
天堂花园位于设拉子，是一座著名的波斯园林景观，极具历史意义

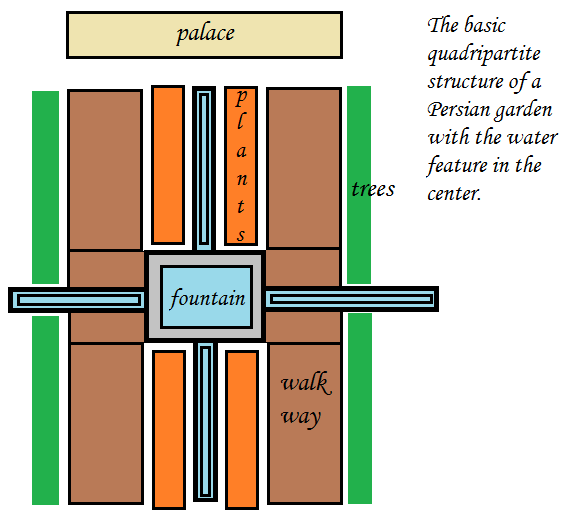
波斯花园的示意图。四方形的水池位于视觉中心，各方向连接水渠；周围有树木环绕，宫殿的位于正前处。

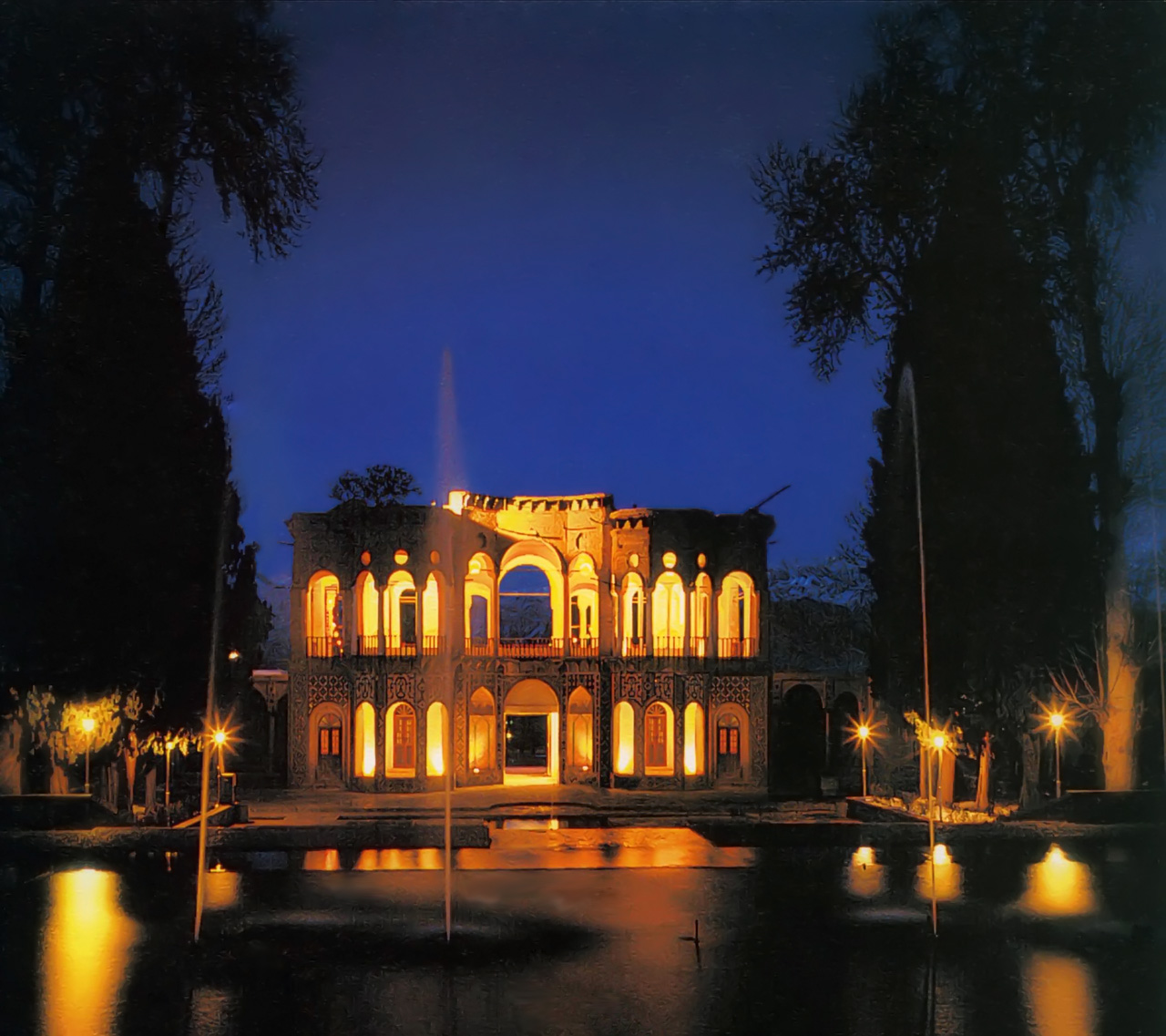
夏哈扎德花园是克尔曼省最大的园林之一。

自从阿契美尼德王朝起，在人间创造一个极乐世界一般的花园的想法就从波斯文学作品逐渐传播至周围的各个文明中去，影响了包括塞琉古帝国的希腊化花园亚历山大港的托勒密花园。阿维斯陀语词汇pairidaēza-，古波斯语*paridaida-，米底语*paridaiza-（指有围墙的），借自闪米特语族：阿卡德语pardesu（闪族语中其意为“凉爽的气候、荫凉的地方”）。另一支，阿卡德语pardesu的变体传入古希腊语παράδεισος，parádeisos，然后传入拉丁语paradīsus随后传入其他欧洲语言，例如法语paradis，德语Paradies，英语paradise。结果这些含义又倒过头来影响了闪族语，如希伯来语pardes，阿拉伯语firdaws。
原始伊朗语中“封闭空间”即为 *pari-daiza-（阿维斯陀语pairi-daēza-）,后被基督教采纳为术语，用于描述伊甸园或者人间天堂。

## 历史

阿巴斯-阿巴德花园，位于伊朗马赞德兰省贝赫沙赫尔。

波斯花园可能最早出现于约前4000年左右。
装饰陶器显示了经典的波斯园林垂直交叉式结构。已知最早的四重的花园设计是帕萨尔加德，始建于公元前500年左右，遗址位于法尔斯省境内。
萨珊王朝（约3-7世纪）时期，琐罗亚兹德教崛起，水成为了艺术构建中的一大重要部分。这一趋势在园林设计中体现出来，在园林中更强调喷泉和池塘。
随着伊斯兰教传入，在波斯园林中，人们越来越注重美学层面，在重要程度上，艺术性超越了实用性，园林的美学准则变得越来越重要。例如四花园（‎），一个试图重现伊甸园的花园，其中有四条河流和四个象限代表着世界。在这种设计中，通常将园林的一轴拉长，形成一个长方形，四个方向各连接一条沟渠与中央的水池交汇。
自13世纪始，蒙古帝国和莫卧儿帝国时期，高度复杂华丽的结构得到了更多的重视。波斯花园也随着蒙古人的征服继续传播至帝国的其他行省（尤其是印度）。
莫卧儿帝国的开国君主巴布尔将波斯园林引入了印度。如今看起来破旧不堪的亚兰花园是他在印度创造的第一个波斯园林。而泰姬陵则是波斯园林在印度的集大成者。
到了萨非王朝（17-18世纪），波斯园林已经不仅仅是宫殿的一个附属部分，更多的是在一个宏大复杂的巨大设计中的一个兼具艺术性和实用性的部件。在接下来的几个世纪中，法国，俄国和英国等欧洲国家的园林设计开始影响波斯园林景观（特别是法国），主要体现在水的使用和植被种类上。
现代伊朗园林中仍沿用传统的形式和风格。各种形式的伊朗园林，如今仍出现在历史遗迹，博物馆或者豪宅中。

## 世界遗产位置
1. 帕萨尔加德花园，帕萨尔加德， 伊朗（WHS 1372-001）[6]
2. 天堂花园，设拉子， 伊朗 (WHS 1372-002)[6]
3. 四十柱宫花园, 伊斯法罕， 伊朗 (WHS 1372-003)[6]
4. 菲恩花园, 卡尚， 伊朗 (WHS 1372-004)[6]
5. 阿巴斯-阿巴德花园, 阿巴萨巴德， 伊朗 (WHS 1372-005)[6]
6. 馬漢王子花園, 克尔曼省， 伊朗 (WHS 1372-006)[6]
7. 杜拉特阿巴德花园, 亚兹德， 伊朗 (WHS 1372-007)[6]
8. 帕赫鲁普尔花园，梅赫里兹， 伊朗 (WHS 1372-008)[6]
9. 阿克巴里耶花园, 南呼罗珊省， 伊朗 (WHS 1372-009)[6]
10. 泰姬陵, 阿格拉， 印度 (WHS 252)
11. 胡马雍陵, 新德里， 印度 (WHS 232bis)
12. 沙利马尔花园，拉合尔， 巴基斯坦 (WHS 171-002)
13. 巴布尔花园, 喀布尔， 阿富汗 (WHS —)
14. 赫内拉利费宫, 格拉纳达,  西班牙 (WHS 314-001)